# 许家信
许家信（？—？），男，安徽寿县人，中华人民共和国政治人物，曾任唐山地区革命委员会主任、中共唐山地委第一书记，第四、五届全国人大代表。